# マース (企業)
マース インコーポレイテッド (Mars, Incorporated) は、アメリカ合衆国の大手食品会社である。ペットケア製品やチョコレート製品を製造している。1911年にフランクリン・クラレンス・マースにより設立された。
2024年8月14日、同業会社でポテトチップスの「プリングルズ」などを製造しているケラノバを359億ドル（日本円で約5兆3000億円）で買収することを発表した。

## 主要ブランド

### 菓子類
- スニッカーズ
- M&M's
- モルティーザーズ（英語版）
- Twix
- スキットルズ
- ミルキーウェイ（英語版）
- バウンティ
- ウィリアム・リグレー・ジュニア・カンパニー

### ペットフード
- ペディグリー
- カルカン / ウィスカス - 1936年にクレメント・L・ハーシュ（英語版）が創業したDog Town Packing Company社の商品。同社はのちにカルカン（Kal Kan Foods）に改称したが、1968年にマース社が買収した。
- シーザー
- シーバ
- グリニーズ
- アイムス（英語版） - 元は1946年にポール・F・アイムスが創業したThe Iams Company社（1999年にプロクター・アンド・ギャンブル（P&G）に吸収合併される）の商品。2015年にP&Gからブランドを買収した。
- ユーカヌバ - アイムスブランドと同様に2015年にP&Gからブランドを買収した。
- ニュートロ（英語版）
- ロイヤルカナン